# Schlegels Ringbeutler
Schlegels Ringbeutler (Pseudochirulus schlegeli) ist ein Beutelsäuger aus der Familie der Ringbeutler. Das Artepitheton ehrt den deutschen Zoologen Hermann Schlegel. 

## Merkmale
Bisher liegen nur Informationen über die Männchen vor. Die weniger als zehn bekannten Exemplare haben eine Kopf-Rumpf-Länge von 210 bis 230 mm, eine Schwanzlänge von 210 bis 250 mm, eine Hinterfußlänge von 29,3 bis 33,0 mm, eine Ohrenlänge von 15,7 bis 19,2 mm und ein Gewicht von 244 bis 305 g. Der Körper ist leicht und schlank. Das dichte, wollige Fell ist insgesamt stumpf silbrig-grau. Die Unterseite ist gelblich mit einer rötlichbraunen Tönung. Auf dem Rücken ist ein undeutlicher Streifen zu erkennen. Unterhalb der Ohren sind helle Flecken. Das äußerste Ende des silbrig-grauen Schwanzes ist unbehaart.

## Vorkommen, Lebensraum und Lebensweise
Schlegels Ringbeutler ist ein Endemit des Arfakgebirges in Westneuguinea. Die Art bewohnt montane Mooswälder in Höhenlagen zwischen 750 m und 1.900 m. Über ihre Lebensweise ist kaum etwas bekannt.

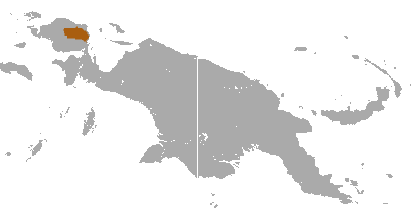
Verbreitungskarte des Schlegels Ringbeutlers

## Systematik
Schlegels Ringbeutler war lange nur vom Holotypus, einem Männchen, aus dem Arfakgebirge auf der Vogelkop-Halbinsel bekannt, den das Rijksmuseum van Natuurlijke Historie in Leiden im April 1879 erworben hatte. Mehrere Exemplare, die diesem Taxon in der Folgezeit zugeordnet wurden, werden heute anderen Arten zugeordnet. 1992 entdeckten die Zoologen Guy Musser und Helmut G. Sommer im American Museum of Natural History in New York ein zweites Exemplar in der Sammlung von Jules Verreaux. Ein von Tim Flannery durchgeführter Vergleich zwischen Pseudochirulus schlegeli und dem von Guy Dollman im Jahr 1930 beschriebenen Taxon Pseudocheirus lewisi kam schließlich zu dem Ergebnis, dass beide Taxa dieselbe Art repräsentieren. Zusätzlich befinden sich zwei weitere Exemplare aus der Region von Siwi und Ditschi im Arfakgebirge in New York, ein unregistriertes Skelett aus der Region von Hatam in Genua sowie zwei adulte Männchen, die im Oktober 1992 in der Mokwam-Region im Arfakgebirge geschossen wurden, in der Sammlung des Australian Museum. Der Holotypus von Pseudocheirus lewisi wird im Natural History Museum in London aufbewahrt.

## Status
Die IUCN klassifiziert Schlegels Ringbeutler in die Kategorie „gefährdet“ (vulnerable). Die Hauptgefährdung geht von Lebensraumzerstörung und Überjagung aus.